# Німецькі новозеландці
Німецькі новозеландці (нім. Deutsch-Neuseeländer; маор. Tāngata Aremania o Aotearoa) є жителями Нової Зеландії етнічних німецьких предків. Вони складають дуже велику кількість новозеландців з точки зору спадщини, причому близько 200 000 людей з країни мають принаймні часткове німецьке походження (приблизно 5 % населення від оцінки 2000-х років). Новозеландська спільнота етнічних німців-іммігрантів є однією з найбільших останніх груп європейських мігрантів у Новій Зеландії, нараховуючи 12 810 за переписом 2013 року. За даними перепису 2013 року, 36 642 новозеландці розмовляли німецькою мовою, що зробило німецьку мову сьомою за поширеністю в Новій Зеландії.
Німці вперше почали іммігрувати до Нової Зеландії в 1840-х роках. Між 1843 і 1914 роками прибуло близько 10 000, в основному з північної Німеччини, а також з Пруссії, Судетської області та Богемії. Одним із перших етнічних німців, які дослідили Нову Зеландію, був найманець Густав фон Темпскі, який загинув у збройному конфлікті під час новозеландських війн. З 1840-х по 1860-ті роки німецькі іммігранти заснували кілька сільських громад. Ранцау (тепер Хоуп) був одним із кількох поселень етнічних німців на Тасмані, де поселенці розводили сади та виноградники. Пухой, побудований богемськими німцями, був поселенням на північ від Окленда на кордоні з далматинським поселенням Даргавіль, з яким німці конкурували за торгівлю каурі.
Відносини з Німеччиною були заплямовані двічі в двадцятому столітті, під час обох світових воєн і завоювання Новою Зеландією Німецького Самоа. Сьогодні Нова Зеландія та Німеччина мають міцні стосунки, і між кожною країною часто відбуваються переміщення людей з метою роботи, імміграції та туризму. Багато німецьких іммігрантів, які сьогодні переважно присутні у Веллінгтоні та Окленді, проводять традиційні різдвяні ярмарки та мовні курси, а також Октоберфести.

## Демографія
Перепис 2013 року нарахував 12 810 жителів Нової Зеландії, які походили з Німеччини. Це число не включає людей німецького походження, які вибрали своє походження як просто «новозеландців». Сьогодні чисельність новозеландців з німецьким походженням оцінюється приблизно в 200 000 (5 % населення). Багато німецьких новозеландців англізували свої імена протягом XX століття через негативне сприйняття німців, викликане Першою та Другою світовими війнами.
Згідно з даними перепису населення Нової Зеландії 2018 року, 16 818 осіб віднесли себе до німецької етнічної групи, що становить 0,36 % населення Нової Зеландії. Це на 4008 осіб (31,3 %) більше порівняно з переписом 2013 року та на 5901 особу (54,1 %) порівняно з переписом 2006 року. Деяке збільшення між переписами 2013 і 2018 років відбулося через те, що Статистичне управління Нової Зеландії додало дані про етнічну приналежність з інших джерел (попередні переписи, адміністративні дані та приписки) до даних перепису 2018 року, щоб зменшити кількість невідповідей.
Було 7125 чоловіків і 9693 жінок, що дає співвідношення статей 0,735 чоловіків на одну жінку. Середній вік жителів Нової Зеландії становив 33,0 років, у порівнянні з 37,4 роками; 3 273 особи (19,5 %) були віком до 15 років, 4 209 (25,0 %) були 15 до 29, 8 067 (48,0 %) були 30 до 64, і 1 269 (8,5 %) були 65 або старші.

## Туризм
Нова Зеландія вже давно стала популярним місцем відпочинку німецьких туристів і студентів.

## Німецька новозеландська культура
Ґете-Інститут активно працює в Новій Зеландії та має філію у Веллінгтоні.

## Відомі німецькі новозеландці
- Michala Banas[en] (1978 р.н.), актриса і співачка
- Morton Coutts[en] (1904—2004), винахідник
- Russell Crowe (1964 р.н), актор
- Christian Cullen[en] (1976 р.н), регбі футболіст
- Kim Dotcom (1974 р.н), інтернет-підприємець, бізнесмен, музикант і засновник політичної партії.
- Maria Dronke[en] (1904—1987) актор, продюсер драми і викладач.
- Thomas Eichelbaum[en] (1931 р.н.), 11-й головний суддя Нової Зеландії
- Willi Fels[en] (1858—1946), торговець, колекціонер і меценат
- Carl Fischer[en] (помер 1893), лікар, гомеопат і виноградар[9]
- Karl Fritsch (1963 р.н.) сучасний ювелір
- Richard Fuchs[en] (1887—1947), композитор і архітектор
- Rudolf Gopas[en] (1913—1983) художник і викладач мистецтва[10]
- Awen Guttenbeil[en] (1976 р.н.), футболіст регбіліг
- Julius von Haast (1822—1887), геолог і засновник Canterbury Museum[11]
- Bendix Hallenstein[en] (1835—1905) купець, державний діяч, виробник, член парламенту Нової Зеландії[12]
- Lewis Hotop[en] (прибл. 1844—1922), pharmacist, politician and Arbor Day advocate
- Gerhard Husheer[en] (1864—1954), виробник і переробник тютюну, промисловець, філантроп[13]
- Howard Kippenberger[en] (1897—1957), генерал-майор
- Charles Kelling[en] (1818—1898), еміграційний агент, фермер і лідер громади[14]
- Fedor Kelling[en] (1820—1909), член парламенту Нової Зеландії; брат Чарльза Келлінга[15]
- Josh Kronfeld[en] (born 1971), телеведучий і регбійний футболіст
- David Lange[en] (1942—2005), 32-й прем'єр-міністр Нової Зеландії
- Oscar Natzka[en] (1912—1951), оперний співак
- Arnold Nordmeyer[en] (1901—1989), член парламенту Нової Зеландії
- William Ott[en] (1872—1951), 28-й мер Інверкаргілла
- Eve Poole[en] (1924—1992), 41-й мер Інверкаргілла
- Victoria Schmidt[en], актриса
- Gustavus von Tempsky[en] (1828—1868), авантюрист і солдат
- Karl Urban (1972 р.н.), актор
- George William von Zedlitz[en] (1871—1949), Професор сучасних мов Університету Вікторії в Веллінгтоні[16]
- Johan Wohlers[en] (1811—1885), Лютеранський місіонер[17]

## Виноски
1. ↑  Різні слова маорі для Німеччини включають Тіамана, Хамене, Ареманія, Хамані та Тіамані. Всі транслітерації англійського екзоніма, за винятком Aremania (більш ранньої адаптації французького Allemagne)